# Augment (taalkunde)
Een augment (letterlijk "vergroting", van Latijn augeo) is in het Oudgrieks een toevoeging aan de stam van een werkwoord, waardoor te zien is dat het om een verleden tijd gaat. In principe gaat het altijd om de letter ἐ (epsilon, uitgesproken als onze /e/) die aan het begin van het werkwoord wordt vastgeplakt.
```
Voorbeeld:

praesens:     'λύ-ω'
stam:         'λυ-'
imperfectum:  'ἔ'-'λυ-ον'
```

Wanneer het woord met een klinker of tweeklank begint, trekt deze vaak samen met het augment, wat resulteert in een verlenging van deze beginklinker/tweeklank. Deze speciale vorm noemt men dan een temporeel augment. De gewone vorm wordt ook wel een syllabisch augment genoemd omdat er als het ware een extra lettergreep (syllabe) wordt toegevoegd aan de werkwoordsvorm.
```
Voorbeeld:

praesens:     'ἐγείρ'-'ω'
stam:         'ἐγειρ'-
imperfectum:  'ἤ'-'γειρ'-'ον'
```

Waarschijnlijk is het augment ontstaan uit een bijwoord */he/ dat zoiets als "toen" betekende. Van los bijwoord als markering van de verleden tijd zou het dan in de loop der tijd aan het werkwoord vastgegroeid zijn.
Ook bestaat er zo iets als een dubbel augment, waarbij een woord dat met een klinker/tweeklank begint een temporeel augment krijgt en daarvoor dan ook nog een syllabisch augment.
Belangrijk ook is dat het perfectum niet gezien wordt als een verleden tijd en dus geen augment krijgt. Toch lijkt dit soms zo omdat er een epsilon voor de werkwoordsvorm wordt gezet, maar dan is er sprake van een schijnaugment dat de gebruikelijke reduplicatie vervangt omdat het woord met een klinker of meer dan één medeklinker begint.
Het augment kwam ook voor in andere archaïsche Indo-Europese talen, zoals het Sanskriet en Frygisch.
In het Nieuwgrieks komt het augment ook nog voor, ook al wordt het minder systematisch gebruikt dan in het Oudgrieks.